# Kabelkast Langestraat
De Kabelkast Langestraat is industrieel erfgoed in Amsterdam-Centrum.
De kast staat in de Langestraat hoek Korsjespoortsteeg. De Langestraat is een eeuwenoude straat uit de tijd dat Amsterdam buiten de Singel ging bouwen. Deze kabelkast is van veel jonger datum, vermoedelijk 1913. In Amsterdam staan nog tientallen (in 2011 nog zestig) schakelkastjes van Pieter Lucas Marnette werkend voor de Dienst der Publieke Werken in de stijl van de Amsterdamse School. Echter de kabelkast aan de Langestraat is ouder, de ontwerper is vooralsnog onbekend. De schakelkast is ontworpen in een classicistische stijl en was voor zover bekend de nog enige kabelkast van dit type in de stad. De kast is nog geplaatst door Gemeente Elektriciteitswerken (GE), voorloper van het Gemeentelijk energiebedrijf. De maker is wel bekend IJzergieterij Zimmer uit Amsterdam. Zij hadden ervaring in gietwerk, want in 1829 hadden zij de klokkengieterij van Pieter en François Hemony uit de 17e eeuw overgenomen. De kast is een reliek uit oude tijden en kwam in zicht toen in de 21e eeuw netbeheerder Liander de kast wilde vervangen door een modernere. Diverse instanties zoals Vereniging Vrienden van de Amsterdamse Binnenstad, Wijkcentrum d'Oude Stadt trokken aan de bel om te kijken of deze kast tot gemeentelijk monument kon worden verklaard.   
Op 29 oktober 2013 werd het daadwerkelijk een gemeentelijk monument (200699).
De kabelkast staat voor Korsjespoortsteeg 14/Langestraat 45A, zelf rijksmonument (3130).
Bij de Quellijnstraat 152 staat bij De Punt een vrijwel identiek exemplaar.